# Castro (Familienname)
Castro ist ein Familienname.

## Herkunft und Bedeutung
Castro ist ein Wort der romanischen Sprachen (Spanisch, Portugiesisch, Italienisch) und hat seinen Ursprung im lateinischen castrum, der Bezeichnung für eine Festung.
Als Personenbezeichnung erscheint der Name in der nordspanischen Provinz Burgos im Adel von Castrojeriz auf.

## Namensträger

### A
- Adam-Troy Castro (* 1960), US-amerikanischer Horror- und Science-Fiction-Autor
- Adri Castro (* 1998), spanischer Fußballspieler
- Adrian Castro (* 1990), polnischer Rollstuhlfechter
- Adriana Cardoso de Castro (* 1990), brasilianische Handballspielerin
- Afonso de Castro (1824–1885), portugiesischer Offizier, Journalist, Diplomat und Kolonialverwalter
- Afonso da Rocha e Castro (1897–1959), portugiesischer Journalist und Dichter
- Afonso Furtado de Castro do Rio de Mendonça (1610–1675), portugiesischer General
- Alberto Osório de Castro (1868–1946), portugiesischer Lyriker, Journalist und Jurist
- Alcides Mendoza Castro (1928–2012), peruanischer Geistlicher, Erzbischof von Cuzco
- Alejandro Castro Espín (* 1965), kubanischer Politiker und Militär
- Alejandro Castro Fernández (Jandro; * 1979), spanischer Fußballspieler
- Alejandro Castro Flores (* 1987), mexikanischer Fußballspieler
- Alejandro Castro Sáenz Valiente (1861–1902), argentinischer Arzt
- Alejandro Suárez Castro (* 1993), spanischer Basketballspieler, siehe Álex Suárez
- Alejo Zavala Castro (* 1941), mexikanischer Priester, Bischof von Chilpancingo-Chilapa
- Alessio Castro-Montes (* 1997), belgischer Fußballspieler
- Alexandre Castro (* 1970), französischer Fußballschiedsrichter
- Alexis Castro (* 1980), kolumbianischer Radrennfahrer
- Alfonso de Castro (auch Alphonsus a Castro, 1495–1558), spanischer Theologe und Jurist
- Alfonso Castro Valle (1914–1989), mexikanischer Diplomat
- Alfonso León de Garay Castro (1920–2002), mexikanischer Strahlenbiologe und Diplomat
- Alfredo Castro (Schauspieler) (* 1955), chilenischer Theaterregisseur, Drehbuchautor und Schauspieler
- Alfredo Castro (Fußballspieler) (Alfredo da Silva Castro; * 1962), portugiesischer Fußballspieler
- Alfredo Mario Espósito Castro (1927–2010), argentinischer Geistlicher, Bischof von Zárate-Campana
- Alisson Euler de Freitas Castro (* 1993), brasilianischer Fußballspieler, siehe Alisson (Fußballspieler, 1993)
- Alonso Núñez de Castro (1627–1695), spanischer Historiker und Chronist
- Álvaro de Castro (1878–1928), portugiesischer Militär und Politiker
- Álvaro Castro (Schriftsteller) (* 1950), brasilianischer Schriftsteller
- Álvaro Fiúza de Castro (1889–nach 1955), brasilianischer Generalmajor
- Américo Castro y Quesada (1885–1972), spanischer Kulturhistoriker, Philologe, Literaturkritiker und Diplomat
- Ana de Castro Osório (1872–1935), portugiesische Schriftstellerin, Journalistin, Feministin und republikanische Aktivistin
- Ananias Eloi Castro Monteiro (1989–2016), brasilianischer Fußballspieler
- André Castro (* 1988), portugiesischer Fußballspieler
- Angel Castro (Fußballspieler) (* 1990), honduranischer Fußballspieler
- Ángel Castro Argiz (1875–1956), spanischer Großgrundbesitzer und Militärangehöriger
- Ángel Rubio Castro (* 1939), spanischer Priester, Bischof von Segovia
- Angelita Castro-Kelly (1942–2015), philippinische Physikerin
- António de Castro (Bischof) (1707–1743), katholischer Bischof von Malakka
- Antônio de Castro Alves (1847–1871), brasilianischer Dichter
- Antonio de Castro y Casaléiz (1856–1918), spanischer Diplomat
- Antonio Castro Leal (1896–1981), mexikanischer Rechts- und Literaturwissenschaftler und Diplomat
- Antônio de Castro Mayer (1904–1991), brasilianischer, exkommunizierter katholischer Bischof
- Antonio Castro Soto (* 1969), Mannschaftsarzt der kubanischen Baseball-Nationalmannschaft, Sohn von Fidel Castro
- António de Castro Xavier Monteiro (1919–2000), portugiesischer Geistlicher, Bischof von Lamego
- Antonio Márques Castro, uruguayischer Fußballspieler
- Antonio Palomino de Castro y Velasco (1653–1726), spanischer Maler, siehe Antonio Palomino
- Ariel Castro (1960–2013), US-amerikanischer Entführer und Vergewaltiger, siehe Entführungen von Cleveland, Ohio
- Arles Castro (* 1979), kolumbianischer Radrennfahrer
- Armando Castro (* 1983), honduranischer Fußballschiedsrichter
- Aurora Teixeira de Castro (1891–1938), portugiesische Notarin, Rechtsanwältin, Autorin und Frauenrechtlerin

### B
- Bárbara Castro (* 1975), chilenische Tennisspielerin
- Benedictus de Castro (um 1597–1684), Arzt, Autor und jüdischer Gemeindeführer
- Benjamín de Arriba y Castro (1886–1973), spanischer Geistlicher, Erzbischof von Tarragona
- Bonifacia Rodríguez Castro (1837–1905), spanische Ordensgründerin

### C
- Carlos Castro (Journalist) (1945–2011), portugiesischer Journalist und Schriftsteller
- Carlos Castro (Poolbillardspieler), nicaraguanischer Poolbillardspieler
- Carlos De Castro (1979–2015), uruguayischer Fußballspieler (der Familienname ist De Castro)
- Carlos Salazar Castro (1800–1867), salvadorianischer Politiker
- Casimiro Castro (1826–1889), mexikanischer Maler und Lithograf
- César Castro (Fußballspieler), paraguayischer Fußballspieler
- César Castro (Wasserspringer) (* 1982), brasilianischer Wasserspringer
- César Castro (Fußballspieler, 1983) (* 1983), venezolanischer Fußballspieler
- César Castro (Schwimmer) (* 1999), spanischer Schwimmer
- Cesáreo Castro (1856–1944), mexikanischer Revolutionär und General
- Chory Castro (* 1984), uruguayischer Fußballspieler
- Cipriano Castro (1859–1924), venezolanischer Politiker, Präsident 1899 bis 1908
- Cirilo Vila Castro (1937–2015), chilenischer Komponist
- Cláudio Castro (* 1979), brasilianischer Politiker, seit 2019 Vize-Gouverneur des Bundesstaats Rio de Janeiro
- Cristián Castro Toovey (* 1969), chilenischer Geistlicher, Bischof von Santa Maria de Los Ángeles
- Cristóbal Vaca de Castro (1492–1562/1571), spanischer Kolonialbeamter

### D
- Daniel Castro (Hockeyspieler) (* 1937), Hockeyspieler aus Hongkong
- Daniel Castro (Fußballspieler, 1954) (* 1954), argentinischer Fußballspieler
- Daniel Castro (Fußballspieler, 1967) (* 1967), Schweizer Fußballspieler
- Daniel Castro (Fußballspieler, 1994) (* 1994), chilenischer Fußballspieler
- Daniel Castro (Bogenschütze) (* 1997), spanischer Bogenschütze
- Daniel Castro (Fußballspieler, 1999) (* 1999), kolumbianischer Fußballspieler
- Diego Castro (Fußballspieler, 1961) (* 1961), chilenischer Fußballspieler und -trainer
- Diego Castro (Künstler) (* 1972), deutsch-spanischer Performance-Künstler
- Diego Castro (Fußballspieler, 1982) (* 1982), spanischer Fußballspieler
- Dionísio Castro (* 1963), portugiesischer Leichtathlet
- Domingos Castro (* 1963), portugiesischer Leichtathlet
- Domitília de Castro Canto e Melo (1797–1867), brasilianische Herzogin

### E
- Edson de Castro Homem (* 1949), brasilianischer Geistlicher, Weihbischof in São Sebastião do Rio de Janeiro
- Eduardo Castro (* 1954), mexikanischer Mittel- und Langstreckenläufer
- Eduardo Charpentier de Castro (1927–2019), panamaischer Flötist, Dirigent, Komponist und Musikpädagoge
- Eduardo Viveiros de Castro (* 1951), brasilianischer Anthropologe
- Eduardo de Castro (Politiker) (* 1957), Präsident der Autonomen Stadt Melilla
- Emiliano Castro (* 1990), uruguayischer Fußballspieler
- Emilio Castro (1927–2013), uruguayischer Pastor und Theologe
- Emmanuelle Castro, französische Filmeditorin
- Enrique Coronel Zegarra y Castro (1851–1919), peruanischer Politiker
- Érico Castro (* 1992), portugiesisch-angolanischer Fußballspieler
- Ernesto Durán Castro (* 1948), chilenischer bildender Künstler, Keramikkünstler und Bildhauer
- Estrellita Castro (1908–1983), spanische Sängerin und Schauspielerin
- Eugénio de Castro e Almeida (1869–1944), portugiesischer Gelehrter, Dichter und Übersetzer
- Evanivaldo Castro (* 1948), brasilianischer Fußballspieler

### F
- Facundo Castro (* 1995), uruguayischer Fußballspieler
- Federico de Castro y Bravo (1903–1983), spanischer Jurist und Richter
- Fernanda de Castro (1900–1994),  portugiesische Schriftstellerin, Dichterin und Übersetzerin
- Fernando Castro Lozada (* 1949), kolumbianischer Fußballspieler und -trainer
- Fernando Castro Pacheco (1918–2013), mexikanischer Künstler
- Fernando de Castro (1889–1952), portugiesischer Dichter, Karikaturist, Händler und Sammler
- Fernando de Castro y Pajares (1814–1874), spanischer Theologe
- Fernando de Castro Rodríguez (1896–1967), spanischer Mediziner
- Fernando Contreras Castro (* 1963), costa-ricanischer Autor, Literaturwissenschaftler und Hochschullehrer
- Fernando José Castro Aguayo (* 1951), venezolanischer Priester, Weihbischof von Caracas
- Fernando José de Portugal e Castro (1752–1817), brasilianischer Politiker
- Fidel Castro (1926/1927–2016), kubanischer Politiker, Staatspräsident 1959 bis 2011
- Fidel Castro Díaz-Balart (1949–2018), kubanischer Atomphysiker und Sohn von Fidel Castro
- Francisco Castro (Leichtathlet) (1922–2008), puerto-ricanischer Leichtathlet
- Francisco Castro (Fußballspieler) (Francisco Fernando Castro; * 1990), chilenischer Fußballspieler
- Francisco Castro Lalupú (* 1973), peruanischer Geistlicher, Weihbischof in Trujillo
- Francisco Castro Leñero (* 1954), mexikanischer Künstler
- Francisco Castro Rodrigues (1920–2015), portugiesischer Architekt
- Francisco José de Castro (nach 1670–um 1730), spanisch-italienischer Komponist
- Francisco de Melo e Castro (Goa) (um 1600–1664), portugiesischer Kolonialverwalter, Gouverneur von Ceylon
- Francisco de Melo e Castro (Timor), portugiesischer Kolonialverwalter, Gouverneur von Macao und Timor
- Francisco de Melo e Castro (Mosambik) (1702–1765/1777), portugiesischer Kolonialverwalter, Gouverneur von Mosambik
- Francisco de Paula Castro Reynoso (* 1968), mexikanischer Diplomat

### G
- Gabriel Pereira de Castro (1571–1632), portugiesischer Jurist, Geistlicher und Schriftsteller
- Gail Castro (* 1957), US-amerikanische Volleyball- und Beachvolleyballspielerin
- Gastón Castro (* 1948), chilenischer Fußballschiedsrichter
- Gerardo Castro, uruguayischer Radsportler
- Glaiza de Castro (* 1988), philippinische Schauspielerin und Sängerin
- Gloria Castro, kolumbianische Balletttänzerin und -lehrerin
- Gonçalo Pereira Pimenta de Castro (1868–1952), portugiesischer Offizier und Kolonialverwalter
- Gonzalo Castro (* 1987), deutscher Fußballspieler spanischer Abstammung
- Guillén de Castro (1569–1631), spanischer Dramatiker

### H
- Héctor Castro (1904–1960), uruguayischer Fußballspieler und -trainer
- Héctor Eduardo Castro Jiménez (* 1976), mexikanischer Fußballspieler
- Hedme Castro (* 1959), Menschenrechtsverteidigerin
- Herbert de Castro (1905–1969), panamaischer Komponist und Dirigent

### I
- Ibsen Castro (Ibsen Adalberto Castro Avelar, * 1988), salvadorianischer Fußballspieler
- Ibsen Henrique de Castro (1938–2020), brasilianischer Politiker
- Inês de Castro (1320–1355), kastilische Adlige
- Inés de Castro (Ethnologin) (* 1968), argentinisch-deutsche Archäologin, Ethnologin und Museumsleiterin
- Isaak Orobio de Castro (um 1617–1687), marranischer Arzt, Philosoph und Schriftsteller
- Isabel de Castro (1931–2005), portugiesische Schauspielerin
- Israel Castro (* 1980), mexikanischer Fußballspieler
- Itziar Castro (1977–2023), spanische Schauspielerin
- Iván Cepeda Castro (* 1962), kolumbianischer Menschenrechtsanwalt und Politiker
- Iziane Castro Marques (* 1982), brasilianische Basketballspielerin

### J
- Jean de Castro (um 1540–nach 1600), franko-flämischer Komponist und Kapellmeister
- Jenny De la Torre Castro (1954–2025), deutsch-peruanische Ärztin und Stiftungsgründerin
- Jesús Agustín Castro (1887–1954), mexikanischer Revolutionär, General und Politiker
- Jesús Antonio Castro Becerra (1908–1991), Bischof von Palmira
- Jesús Castro Aguirol (* 1908; † unbekannt), mexikanischer Fußballspieler
- Jesús Castro-Balbi (Gitarrist) (* 1950), peruanischer Gitarrist
- Jesús Castro-Balbi (Cellist) (* 1970), peruanischer Cellist und Musikpädagoge
- Jesus Castro Galang (1932–2004), philippinischer Geistlicher, katholischer Bischof
- Jesús Castro Marte (* 1966), dominikanischer Geistlicher, Bischof von Nuestra Señora de la Altagracia en Higüey
- João de Castro (Vizekönig) (1500–1548), portugiesischer Feldherr, Seefahrer und Vizekönig von Portugiesisch-Indien
- João de Castro (Kolonialgouverneur, II), portugiesischer Kolonialgouverneur der Goldküste
- Joaquim Machado de Castro (1731–1822), portugiesischer Bildhauer
- Joaquim Pimenta de Castro (1846–1918), portugiesischer Offizier und Politiker
- Joaquín Castro (* 1974), US-amerikanischer Politiker
- Joe Castro (1927–2009), US-amerikanischer Jazzpianist und Bandleader
- Jon de Castro (* 2000), deutscher E-Sportler
- Jonathan Castro Otto (* 1994), spanischer Fußballspieler, siehe Jonny Otto
- Jorge Castro-Valle Kuehne (* 1953), mexikanischer Diplomat
- Jorge Castro Vega (* 1963), uruguayischer Schriftsteller und Theaterkritiker
- Jorge Alejandro Castro (* 1990), costa-ricanischer Fußballspieler
- Jorge Fernando Castro (* 1967), argentinischer Boxer
- Joris de Castro (1919–1990), belgischer Anästhesist
- José Castro (Gouverneur) (1808–1860), mexikanischer General und Politiker
- José de Castro (1868–1929), portugiesischer Rechtsanwalt und Politiker
- José Castro (Fußballspieler, 1955) (José Antonio Castro; * 1955), argentinischer Fußballspieler
- José Castro (Fußballspieler, 2001) (José Castro Mena; * 2001), chilenischer Fußballspieler
- José Antonio Castro González (* 1980), mexikanischer Fußballspieler
- José Antonio Castro Román (* 1974), spanischer Politiker
- José Barbosa de Castro (1858–1920), portugiesischer Jurist
- José Brandão de Castro (1919–1999), brasilianischer Ordensgeistlicher, Bischof von Propriá
- José Gregorio Salazar y Castro (1773–1838), zentralamerikanischer Politiker, Präsident 1834 bis 1835
- José Hamilton de Castro (* 1961), brasilianischer Geistlicher, Bischof von Almenara
- José Librado González Castro († 2010), mexikanischer Politiker
- José Luciano de Castro (1834–1914), portugiesischer Politiker
- José Luis Castro Medellín (1938–2020), mexikanischer Ordensgeistlicher, Bischof von Tacámbaro
- José María Castro (1892–1964), argentinischer Komponist und Cellist
- José Maria Ferreira de Castro (1898–1974), portugiesischer Schriftsteller
- José Ribeiro e Castro (* 1953), portugiesischer Jurist und Politiker
- Josué de Castro (1908–1973), brasilianischer Arzt und Schriftsteller
- Juan de Castro (1431–1506), italienischer Kardinal der katholischen Kirche
- Juan Castro (Häuptling), amerikanischer Apachen-Häuptling
- Juan Castro (Baseballspieler) (* 1972), mexikanischer Baseballspieler
- Juan de Borja y Castro (1533–1606), spanischer Diplomat
- Juan Alberto Castro, argentinischer Fußballspieler
- Juan José Castro (1895–1968), argentinischer Dirigent und Komponist
- Juan Miguel Castro Rojas (* 1966), costa-ricanischer Geistlicher, Bischof von San Isidro de El General
- Juanita Castro (1933–2023), kubanische Agentin
- Julián Castro (* 1974), US-amerikanischer Politiker
- Julián Castro Contreras (1810–1875), venezolanischer Militar und Politiker, Präsident 1858 bis 1859
- Julio Castro (Sportschütze) (Julio Castro del Rosario; * 1879; † unbekannt), spanischer Sportschütze
- Julio César Castro (1928–2003), uruguayischer Erzähler und Komiker

### K
- Katerin Castro (* 1991), kolumbianische Fußballspielerin

### L
- Laura López Castro (* 1980), deutsche Sängerin
- Lázaro Castro (Lázaro Castro Terry; * 1965), kubanischer Fechter
- Lenny Castro (* 1956), US-amerikanischer Perkussionist
- Léon Castro (1884–1954?), Jurist und Politiker in Ägypten
- León Cortés Castro (1882–1946), costa-ricanischer Politiker
- Lisbeth Bandres Castro (* 1988), venezolanische Fußballspielerin, siehe Lisbeth Bandres
- Lolita Aniyar de Castro (1937–2015), venezolanische Juristin, Hochschullehrerin und Politikerin
- Lope García de Castro (1516–1576), spanischer Jurist, Vizekönig von Peru
- Lorena Bugallo Castro (* 1983), argentinische Badmintonspielerin, siehe Lorena Bugallo
- Lourdes Castro (1930–2022), portugiesische Künstlerin
- Lucas Castro (* 1989), argentinischer Fußballspieler
- Lúcio de Castro (1910–2004), brasilianischer Leichtathlet
- Luis Castro (Fußballspieler) (1921–2002), uruguayischer Fußballspieler
- Luís Castro (Fußballtrainer) (* 1961), portugiesischer Fußballtrainer
- Luís Castro (Freiheitskämpfer), osttimoresischer Freiheitskämpfer
- Luís Castro (Leichtathlet) (* 1991), puerto-ricanischer Hochspringer
- Luis Augusto Castro Quiroga (1942–2022), kolumbianischer Ordensgeistlicher, Erzbischof von Tunja
- Luiz de Castro Pereira (1768–1822), portugiesischer Geistlicher, Prälat von Cuiabá
- Luz Mariana Castro (* 1997), mexikanische Speerwerferin

### M
- Manolo Castro (Saxophonist), kubanischer Jazz-Saxophonist
- Manolo Castro (Schauspieler), puerto-ricanischer Schauspieler
- Manolo Castro (Hörfunksprecher) (* 1970), spanischer Hörfunk- und Stadionsprecher
- Manuel Castro (Fußballtrainer), spanischer Fußballtrainer
- Manuel Castro (Wasserballspieler) (* 1923), mexikanischer Wasserballspieler
- Manuel Castro (Fußballspieler) (* 1995), uruguayischer Fußballspieler
- Manuel de Castro Pereira (* 1961), osttimoresischer Politiker
- Manuel Castro Ruiz (1918–2008), mexikanischer Geistlicher, Erzbischof von Yucatán
- Manuel Leonís de Castro, portugiesischer Kolonialverwalter
- Manuel Monteiro de Castro (* 1938), portugiesischer Geistlicher, vatikanischer Diplomat und Kurienerzbischof
- Manuel Pereda de Castro (1949–2018), spanischer Bildhauer, Maler und Bühnenbildner
- Manuel Pizarro Castro (* 1964), portugiesischer Arzt und Politiker (PS)
- Marcel Trocoli Castro (* 1982), deutscher Journalist und Dokumentarfilmer
- Margaret Castro (* 1959), US-amerikanische Judoka
- María do Mar Castro Varela (* 1964), spanische Politikwissenschaftlerin, Pädagogin und Psychologin
- María Elizabeth Macías Castro († 2011), mexikanische Journalistin
- Mariano Álvarez de Castro (1749–1810), spanischer General im Befreiungskrieg gegen Napoleon
- Mariela Castro (* 1962), kubanische Politikerin
- Mario Castro (Fußballspieler, 1923) (1923–1983), chilenischer Fußballspieler
- Mario Castro (Gymnast) (* 1962), chilenischer Gymnast
- Mario Castro (Ringer) (* 1961), chilenischer Ringer
- Mario Castro Bergara (1931–2011), uruguayischer Musiker und Dichter
- Marta Castro (* 2003), portugiesische Mittelstreckenläuferin
- Martim Afonso de Castro († 1607), portugiesischer Vizekönig von Indien
- Martín Abarca de Bolea y Castro, spanischer Dichter und Schriftsteller
- Mary Garcia Castro, Soziologin
- Mateus dos Santos Castro (* 1994), brasilianischer Fußballspieler
- Matías Castro (* 1991), argentinischer Fußballspieler
- Melchor Cob Castro (* 1968), mexikanischer Boxer
- Miguel Castro (Futsalspieler) (* 20. Jahrhundert), portugiesischer Futsalspieler
- Miguel Castro (Leichtathlet) (1910–1972), chilenischer Leichtathlet
- Miguel Castro (Informatiker) (* 1969), US-amerikanischer Informatiker
- Miguel Castro (Baseballspieler) (* 1994), dominikanischer Baseballspieler
- Miguel Ángel de Castro (* 1970), spanischer Autorennfahrer
- Miguel Ángel Castro Muñoz (* 1970), mexikanischer Geistlicher, Bischof von Huajuapan de León
- Milton de Castro (* 1954), brasilianischer Sprinter
- Morris Fidanque de Castro (1902–1966), US-amerikanischer Politiker

### N
- Nahomy Castro (* 2005), kolumbianische Sprinterin
- Nei Leandro de Castro (* 1940), brasilianischer Schriftsteller
- Nicolás Castro (* 2000), argentinischer Fußballspieler
- Nicolás Navarro Castro (* 1963), mexikanischer Fußballspieler
- Nicole Castro (* 1984), australisch-französische Basketballspielerin
- Niklas Castro (* 1996), norwegisch-chilenischer Fußballspieler
- Noli de Castro (* 1949), philippinischer Politiker und Moderator

### O
- Oscar Castro-Neves (1940–2013), brasilianischer Musiker
- Óscar Padula Castro (* 1993), uruguayischer Fußballspieler
- Osvaldo Castro (* 1947), chilenischer Fußballspieler

### P
- Pablo Castro Álvarez, spanischer Handballspieler
- Pablo Castro Chapela, spanischer Handballspieler
- Pablo Castro Duret (* 1985/1986), uruguayischer Fußballspieler
- Pablo Nascimento Castro (* 1991), brasilianischer Fußballspieler
- Pacifico Castro (1932–2001), philippinischer Diplomat
- Paolo De Castro (* 1958), italienischer Politiker
- Paul de Castro (1882–1940), französischer Maler englischer Abstammung
- Paulus de Castro (1360/62–1441), italienischer Rechtsgelehrter
- Pedro de Castro y Figueroa (1678–1741), Vizekönig von Neuspanien
- Pedro de Rego Barreto da Gama e Castro, portugiesischer Kolonialgouverneur
- Pedro Antonio Fernández de Castro (1632–1672), Vizekönig von Peru
- Pilar Castro (* 1970), spanische Schauspielerin
- Públia Hortênsia de Castro (1548–1585), portugiesische Humanistin, Lyrikerin, Ordensschwester

### R
- Rafael Iglesias Castro (1861–1924), costa-ricanischer Politiker, Präsident 1894 bis 1902
- Ramón Castro (Baseballspieler) (* 1976), puerto-ricanischer Baseballspieler
- Ramón Castro (Fußballspieler), uruguayischer Fußballspieler
- Ramón Castro Castro (* 1956), mexikanischer Geistlicher, Bischof von Cuernavaca
- Ramón Castro Jijón (1915–1984), ecuadorianischer Konteradmiral
- Ramón Castro Muñoz (* 1979), venezolanischer Baseballspieler
- Ramón Castro y Ramírez (1795–1867), puerto-ricanischer Politiker
- Ramón Castro Ruz (1924–2016), kubanischer Landwirt, Bruder von Fidel und Raúl Castro
- Raquel Castro (* 1994), US-amerikanische Schauspielerin
- Raúl Castro (* 1931), kubanischer Politiker, Staatspräsident von 2008 bis 2018
- Raúl Castro (Wasserballspieler) (* 1919), uruguayischer Schwimmer und Wasserballspieler
- Raúl Castro (Musiker) (* 1950), uruguayischer Musiker, Liedtexter und Journalist
- Raúl Castro (Schiedsrichter) (* 1982), honduranischer Fußballschiedsrichter
- Raul Campos e Castro (* 1947), brasilianischer Diplomat
- Raul Hector Castro (1916–2015), US-amerikanischer Politiker (Arizona)
- Raúl Silva Castro (1903–1970), chilenischer Romanist und Hispanist
- Ricardo Castro Herrera (1864–1907), mexikanischer Komponist und Pianist
- Ricardo Castro Pinto (1916–2011), peruanischer Schauspieler, Musiker und Sammler traditioneller Lieder
- Ricardo Castro (Fußballspieler) (* 1958), mexikanischer Fußballspieler
- Ricardo Castro (Pianist) (* 1964), brasilianischer Pianist
- Roberto Castro (Pianist), argentinischer Pianist
- Roberto Castro (Golfspieler) (* 1985), US-amerikanischer Golfspieler
- Roberto Opazo Castro (* 1943), chilenischer Psychologe, Psychotherapeut und Hochschullehrer
- Rodrigo de Castro (um 1546–1627), portugiesischer Arzt
- Rodrigo Castro Echevería (* 1937), costa-ricanischer Diplomat
- Rodrigo de Castro Pereira (1887–1983), portugiesischer Tennisspieler
- Rosalía de Castro (1837–1885), spanische Lyrikerin
- Rubén Castro (* 1981), spanischer Fußballspieler
- Ruy Castro (* 1948), brasilianischer Autor, Journalist und Übersetzer

### S
- Saleta Castro (* 1987), spanische Triathletin
- Santiago Castro (Fußballspieler, 1947) (* 1947), spanischer Fußballspieler
- Santiago Castro (Fußballspieler, 2004) (* 2004), argentinischer Fußballspieler* Santiago Castro-Gómez (* 1958), kolumbianischer Philosoph
- Santiago Castro-Gómez (* 1958), kolumbianischer Philosoph
- Sebastian Castro (Maler) (auch Sebastianus a Castro), flämischer Maler
- Sebastian Castro (Aktivist) (* 1972), deutscher LGBT-Aktivist und Künstler
- Sebastian Castro (Sänger) (Benjamin Brian Castro; * 1989), peruanischer Sänger, Schauspieler und LGBT-Aktivist
- Sebastian Castro-Tello (* 1987), schwedischer Fußballspieler
- Sergio de Castro (1922–2012), argentinisch-französischer Maler
- Sergio Castro (Unternehmer) (* 1932), brasilianischer Unternehmer
- Sergio de Castro Spikula (1930–2024), chilenischer Ökonom
- Sheilla Castro (* 1983), brasilianische Volleyballspielerin
- Sigmund Carl von Castro-Barco (1661–1708), deutscher Fürstbischof, siehe Sigmund Carl von Castel-Barco
- Starlin Castro (* 1990), ein professioneller MLBaseball-Spieler

### T
- Teresita de Castro (* 1948), philippinische Juristin
- Tommy Castro (* 1955), US-amerikanischer Gitarrist
- Tonita Castro († 2016), US-amerikanische Nachrichtensprecherin und Schauspielerin

### V
- Valdir José de Castro (* 1961), brasilianischer römisch-katholischer Ordensgeistlicher, Bischof von Campo Limpo
- Verónica Castro (Schauspielerin) (* 1952), mexikanische Schauspielerin, Sängerin und Moderatorin
- Verónica Castro (Turnerin) (* 1979), spanische Turnerin
- Víctor Manuel Castro (1924–2011), mexikanischer Filmschaffender
- Vincenzo Maria Castro (1735–1800), italienischer Geistlicher, römisch-katholischer Bischof von Umbriatico und Castellaneta

### W
- Washington Castro (1909–2004), argentinischer Komponist, Dirigent und Cellist
- William Castro (* 1962), uruguayischer Fußballspieler

### X
- Xiomara Castro (* 1959), honduranische Politikerin
- Xosé María Díaz Castro (1914–1990), galicischer Dichter und Übersetzer

### Y
- Yeda Pessoa de Castro, brasilianische Ethnolinguistin

### Z
- Zanoni Demettino Castro (* 1962), brasilianischer Geistlicher, Bischof von São Mateus
- Zé Castro (* 1983), portugiesischer Fußballspieler